# Institut protestant allemand d'archéologie au Proche-Orient
L'Institut protestant allemand d'archéologie au Proche-Orient  (en allemand : Deutsches Evangelisches Institut für Altertumswissenschaft des Heiligen Landes, littéralement « Institut évangélique allemand d'études classiques de Terre Sainte »), fondé en 1900, est un institut biblique et archéologique au Proche-Orient. Unité de recherche de l'Institut archéologique allemand, il est établi sur deux sites, à Jérusalem en Israël et Amman en Jordanie.

## Histoire
L'institut est fondé le 19 juin 1900, par la conférence de l'Église évangélique allemande (de), réunie à Eisenach, dans le but d'institutionnaliser et de maintenir les relations entre les lieux saints de l'histoire biblique, d'une part, et la recherche scientifique et les intérêts de la foi chrétienne de l'Église protestante en Allemagne, dans les domaines de l'archéologie biblique et ecclésiastique.
Gustave Dalman, professeur d'Ancien Testament et d'études juives à l'université de Leipzig est chargé de la fondation de l'institut à Jérusalem, dont il devient le premier directeur. Le deuxième site est ouvert à Amman en juin 1967. En 1982, l'institut de Jérusalem s'installe dans de nouveaux bâtiments sur le Mont des Oliviers.

## Missions de l'institut
La charte fondatrice de l'institut définit plusieurs axes, l'exploration de la Terre Sainte et de son histoire, la connaissance des cultures et des religions et la mise à disposition des connaissances obtenues, aussi bien auprès des chercheurs que du grand public. À cette fin, l'institut mène ses propres  chantiers de fouilles et soutient d'autres projets de recherche allemands.
L'institut s'attache également à diffuser les résultats de la recherche, dans les domaines archéologique, culturel, théologique et ecclésiastique. Il assure ce service au travers de sa bibliothèque de recherche, d'une revue archéologique et en organisant des rencontres, des conférences et des expositions. Un programme de cours de théologie, institué dès l'origine par le premier directeur, Gustaf Dalman, existe toujours. L'institut s'attache également à mettre les connaissances archéologiques à la disposition du public en proposant des visites guidées de Jérusalem et de ses environs.

## Les sites de l'institut
L'institut fonctionne sur deux sites, à Jérusalem et Amman. Il est conçu comme une institution culturelle et un lieu de rencontre pour les chercheurs européens. Il est engagé dans des partenariats pour coordonner des projets de recherche allemands et d'autres projets menés par des organisations internationales. Sa fondation est administrée par l'Église protestante en Allemagne. Il est une unité de recherche de l'Institut archéologique allemand (DAI).
L'institut est engagé dans d'égales relations avec les institutions culturelles israéliennes et jordaniennes, sans s'impliquer sur le plan politique, et il soutient la recherche scientifique dans les deux pays où l'institut est établi.

## Galerie

Institut protestant allemand d'archéologie au Proche-Orient
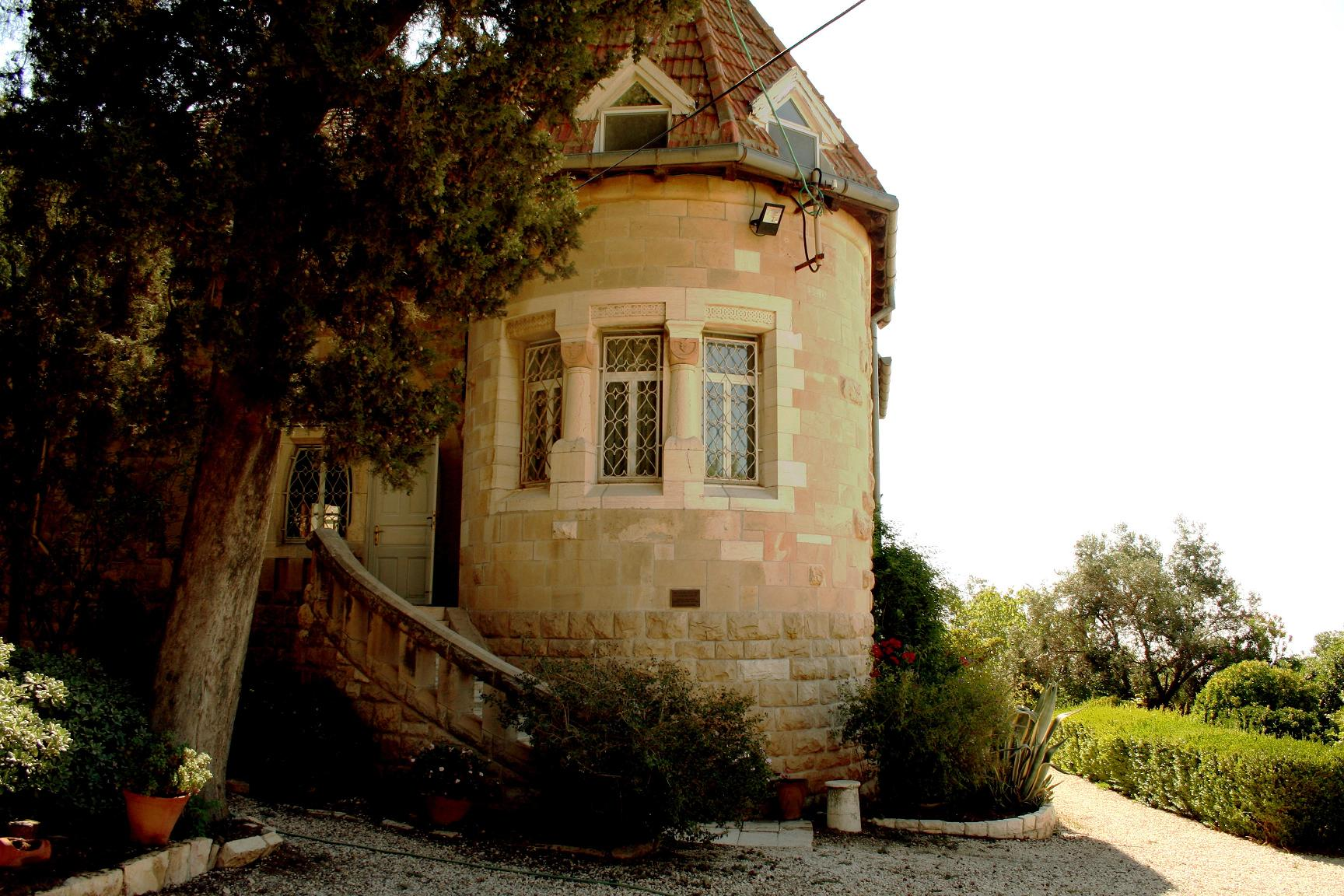
L'institut de Jérusalem (2007)
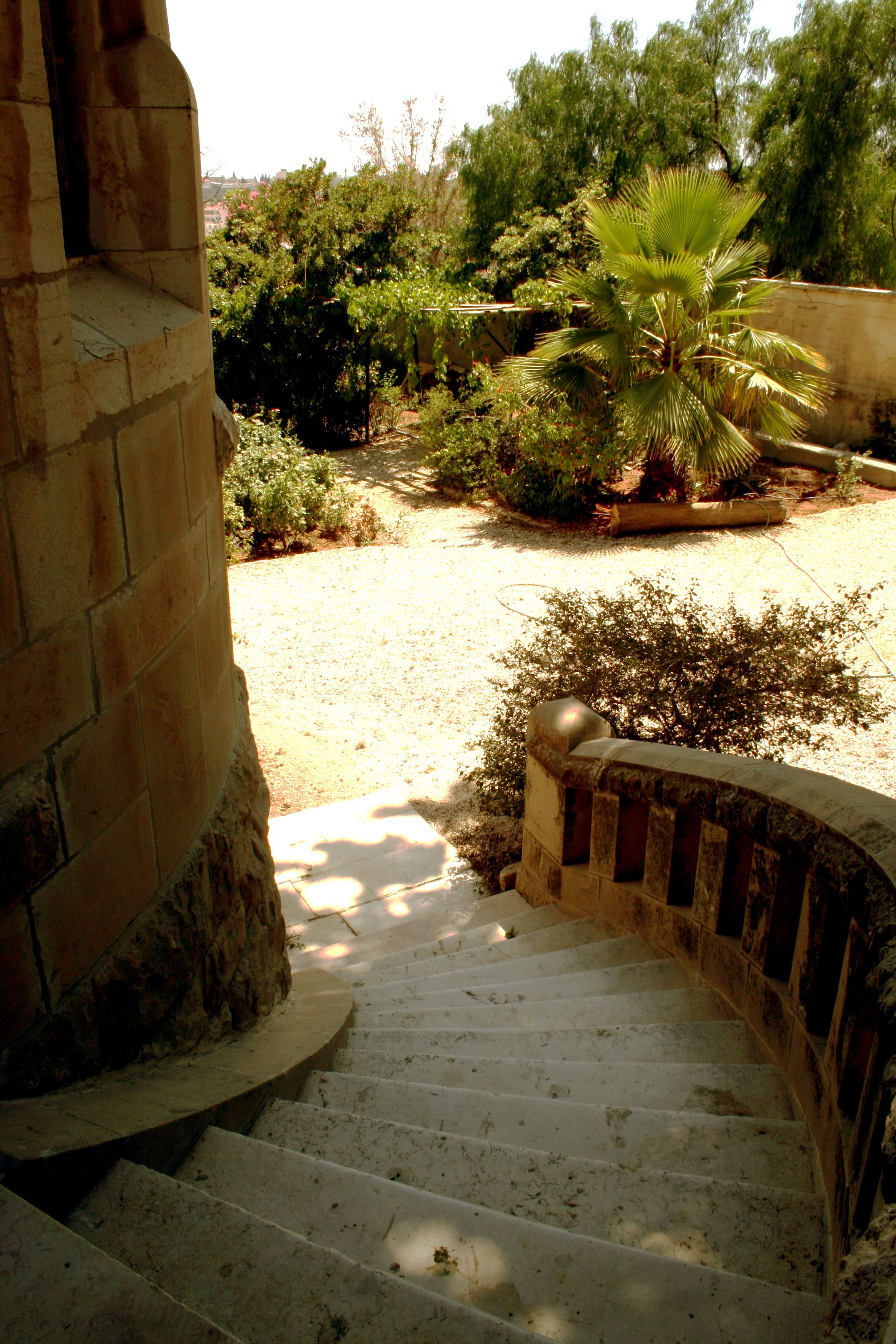
Entrée
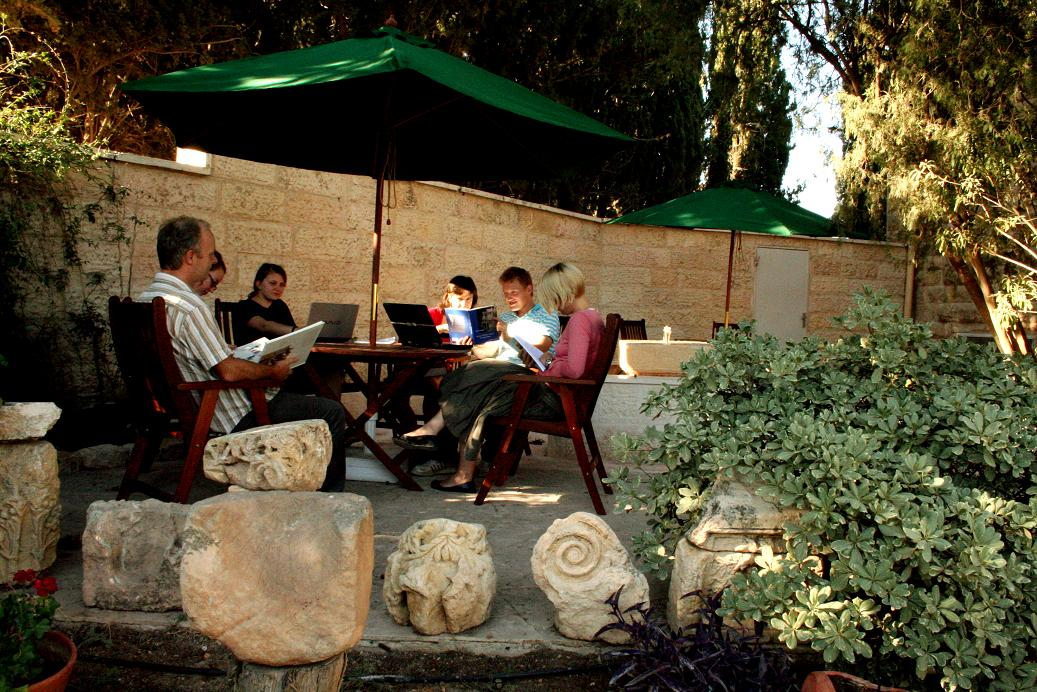
Jardin
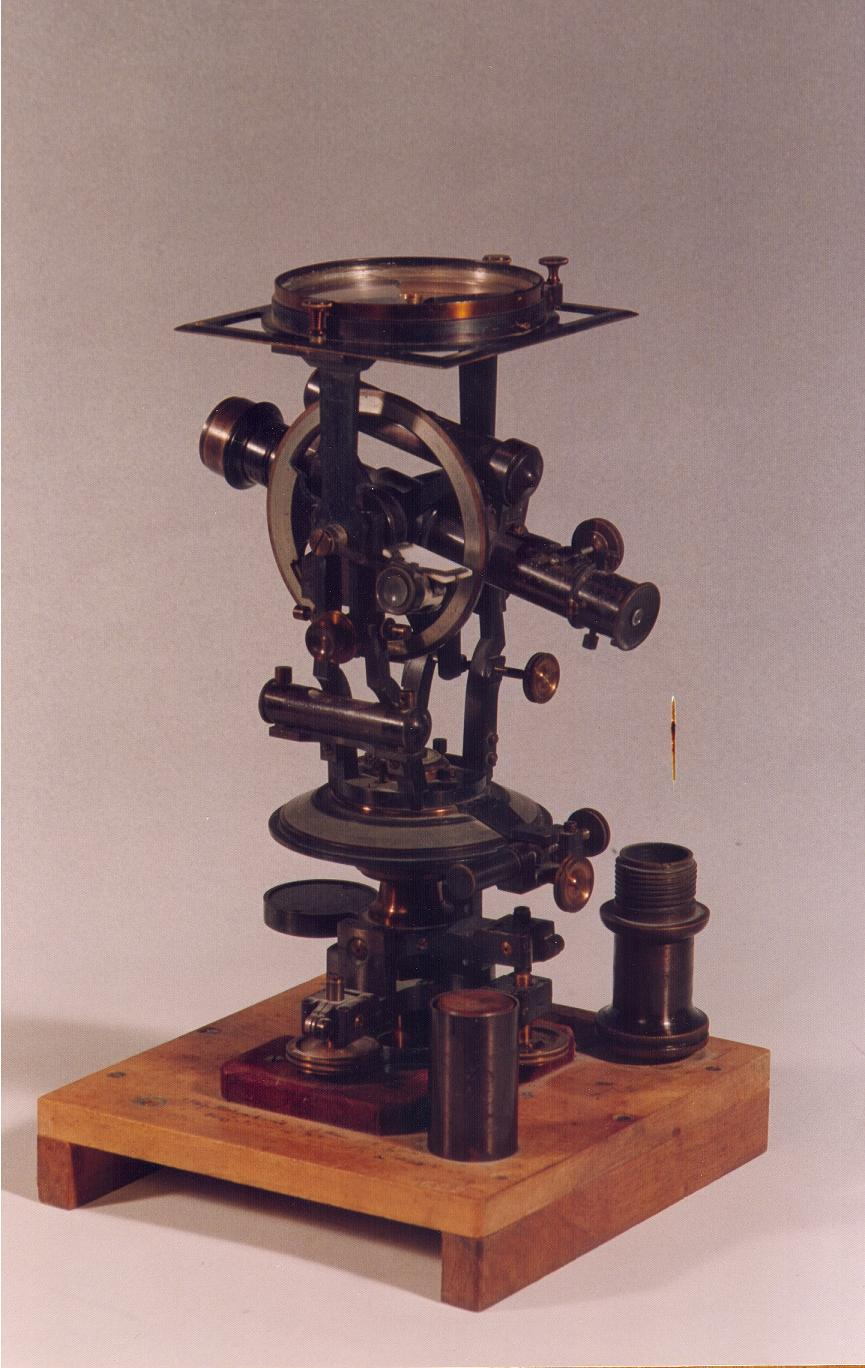
Théodolite de Gottlieb Schumacher
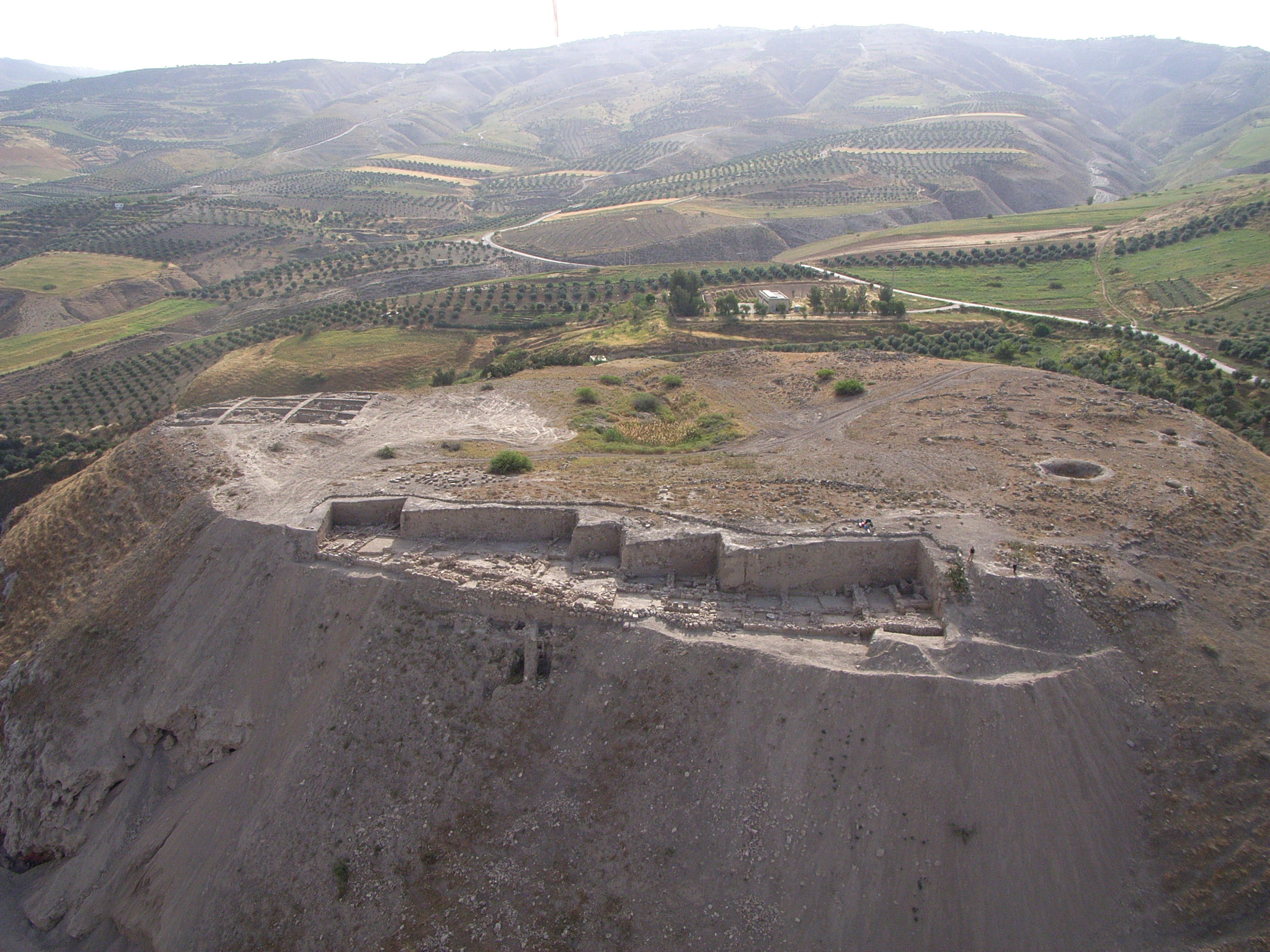
Tall Zira'a (2008)